# Gjøa
Die Gjøa ist das erste Schiff, das die Nordwestpassage bewältigte. Unter dem Kommando von Roald Amundsen gelang 1906 nach über dreijähriger Reise die erstmalige Durchfahrung von Ost nach West mit einer Besatzung von sechs Mann.

## Geschichte
Die 30,55 m LüA lange Expeditionsyacht Gjøa ist eine Hardangerjakt mit einer Rumpflänge von 21,85 m. Die Differenz ergibt sich durch die Länge des Klüverbaums des als Gaffelkutter getakelten Segelschiffes. Im 19. Jahrhundert segelten Hunderte Hardangerjakten als Frachtsegler entlang der norwegischen Küste. Die kleinen, wendigen Schiffe transportierten in der Regel gesalzenen Hering aus dem Norden in den Süden des Landes und auf dem Rückweg in die andere Richtung Getreide.

### Bau und Nutzung als Frachtsegler
Amundsens Jakt wurde von dem ersten Eigner nach dem Vornamen seiner Frau Gjøa benannt. Asbjørn Sexe bestellte die Hardangerjakt im Jahr 1872 bei der Werft von Knut Johannesson. Die Kiellegung erfolgte im April 1873 und nach einer Bauzeit von sechs Monaten war im Oktober 1873 Stapellauf der Gjøa auf der Werft in Rosendal am Hardangerfjord. Amundsen gab als Baujahr stets das Jahr 1872 an. Ihm gefiel wohl der Gedanke, ein Schiff zu segeln, das genauso alt war wie er selbst, vermutet Morten Hesthammer, stellvertretender Leiter des „Hardanger Fartøyvernsenters“. Dieses Zentrum für Schiffserhalt führte 2017 die umfangreiche Sanierung der Gjøa durch.
Wie die meisten Hardangerjakten wurde auch Gjøa von ihrem ersten Eigner Asbjørn Sexe als Frachtschiff eingesetzt. In den Wintermonaten ging es nach Nordnorwegen. Sobald dort der gefangene Dorsch auf den Klippen getrocknet war, segelte Sexe seine Fracht in südlichere Häfen in Norwegen oder Schweden, lief aber auch schon mal Riga und Brest an.

### Dienst als Seehundfänger im Arktischen Ozean
Im Jahr 1882 strandete Eigner Sexe mit seiner Gjøa bei Kabelvåg auf den Lofoten. Das Wrack erwarb zwei Jahre später der Kapitän Hans Christian Johannesen aus Tromsø für 700 norwegische Kronen. Die Brüder Toftekalven aus Høylandsbygd kauften das originale Rigg. Johannesen rüstete Gjøa nach der Reparatur als Seehundfänger aus und befuhr die nächsten 16 Jahre den Arktischen Ozean nördlich von Norwegen und Russland.
Der 1846 geborene Johannesen hatte mit 16 Jahren als Crewmitglied auf dem Segler Lydianna seines Vaters begonnen, die arktischen Gewässer zu befahren. Als Kapitän unterstützte er 1878 Adolf Erik Nordenskjöld am Anfang seiner historischen Fahrt durch die Nordostpassage. Der norwegische Polarforscher Fridtjof Nansen versuchte erfolglos, ihn als Kapitän für die legendäre Driftfahrt mit der Fram im arktischen Packeis zu gewinnen. Johannesen wie auch sein Schiff Gjøa genossen einen tadellosen Ruf, als er es zum Kauf anbot.

### Kauf durch Roald Amundsen

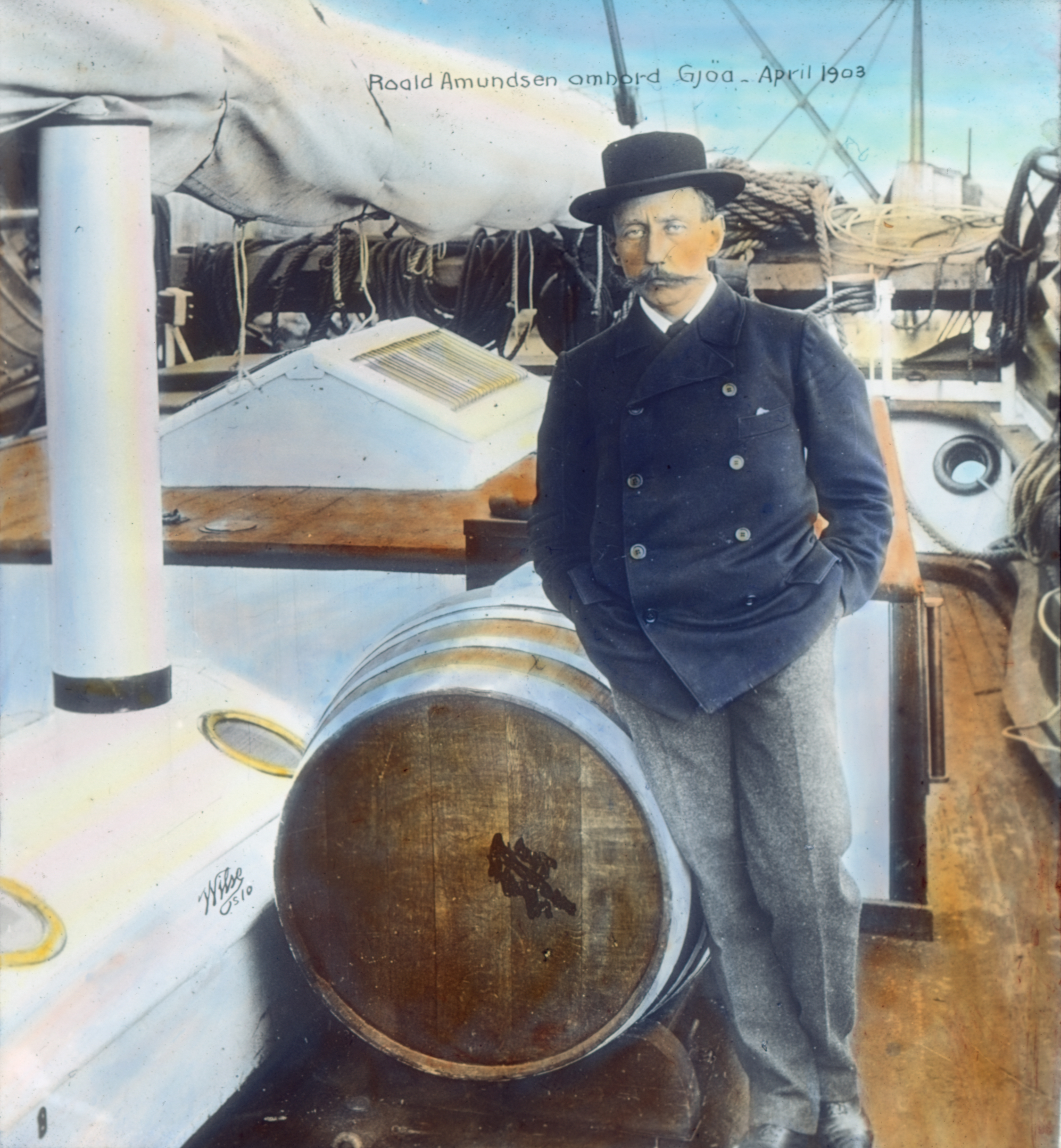
Roald Amundsen an Bord der Gjøa, 1903

Nach dem Tod der Mutter brach der junge Roald Amundsen sein Medizinstudium ab und fuhr auf Wal- und Seehundfängern zur See. Er machte sein Patent als Steuermann und begleitete den Belgier Adrien de Gerlache de Gomery auf der Belgica bei dessen eher stümperhafter Antarktis-Expedition. Als der damals 28-jährige Amundsen am 28. März 1901 den Kaufvertrag für die Gjøa unterschrieb, hatte er sein Kapitänspatent. Er zahlte für die zur Seehundjagd ausgestattete Gjøa 9.500 norwegische Kronen und brach gemeinsam mit Johannesen zu einer letzten Fangsaison auf, um Geld zu verdienen und von dem erfahrenen Eismeerkapitän zu lernen. Roald Amundsen war zufrieden mit seiner Expeditionsyacht. Er ließ den Rumpf weiter verstärken und im Jahr 1902 einen 13 PS starken DAN-Glühkopfmotor einbauen. Dieser Hilfsmotor war einer der ersten, die in Norwegen auf einem Schiff installiert wurde.

## Expedition Nordwestpassage

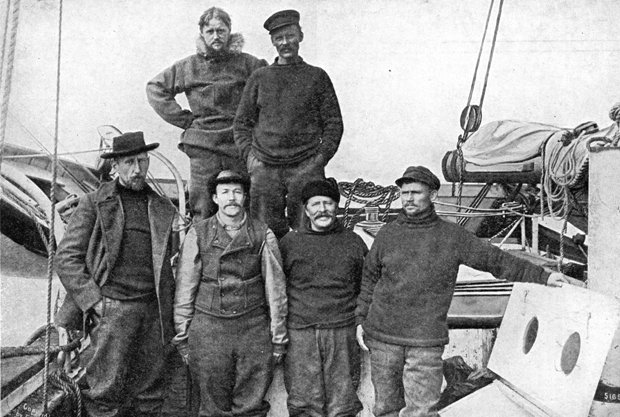
Die Besatzung der „Gjøa“ im Hafen von Nome (Alaska) nach Bezwingung der Nordwestpassage. Vordere Reihe von links nach rechts: Amundsen, Peder Ristvedt, Adolf Lindström, Helmer Hansen. In der hinteren Reihe stehen Godfried Hansen und Anton Lund, 1906

Die Teilnehmer der Expedition waren (außer Amundsen) der Däne Godfred Hansen und die Norweger Helmer Hanssen, Anton Lund (1864–1945), Peder Ristvedt, Gustav Juel Wiik und Adolf Henrik Lindstrøm (1866–1939).
Die Seereise begann am 16. Juni 1903 in Oslo und führte die Gjøa durch die Enge zwischen dem kontinentalen Kanada und der Südküste der Victoria-Insel entlang.  Amundsen ließ zweimal in Gjoa Haven (deutsch Gjøa Hafen) überwintern und nutzte den Aufenthalt, sich mit der traditionellen Lebensweise der Natsilik vertraut zu machen. Während die Mannschaft auf dem Schiff verblieb, quartierte er sich bei den Inuit ein. Nach drei Überwinterungen an den eisigen Küsten Nordkanadas, trotz Grundberührung, Feuer an Bord und dem Tod des Crewmitglieds Gustav Juel Wiik schaffte die Gjøa die erste komplette Durchfahrt der Nordwestpassage und erreichte Nome (Alaska) am 31. August 1906.

„Wenn ich einem kleinen Schiff wie diesem den Vorzug gebe, dann geschieht das deshalb, weil die Wasserläufe, die wir benutzen werden, sehr oft seicht und schmal sind. Da empfiehlt es sich, ein Fahrzeug zu haben, dessen Tiefgang nicht groß ist und das sich gewissermaßen auf dem Fleck manövrieren lässt.“

Auf dieser Unternehmung machte die Expedition eine Reihe von Messungen zur Bestimmung der Position des magnetischen Nordpols. Ins Detail gehende völkerkundliche Beobachtungen der Besatzung erweiterten die Kenntnisse der Wissenschaft über die Eskimos; nicht alle fanden Eingang in die offiziellen Verlautbarungen über den Verlauf der Expedition. Die Küste Nordkanadas wurde erstmals im Einzelnen beschrieben.

## Rückkehr nach San Francisco

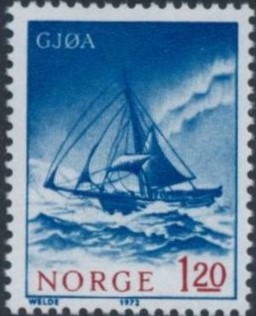
Norwegische Briefmarke Gjøa, 1972, Künstler: Lars Lauritz Larsen Haaland

Gjøa segelte von dort nach San Francisco, wo ihrer Besatzung – und vor allem ihrem Kapitän – am 19. Oktober ein Heldenempfang gewährt wurde. Roald Amundsen wollte seine Expeditionsyacht Gjøa nach Durchquerung der Nordwestpassage 1906 zurück nach Norwegen segeln. Dieses Vorhaben redete ihm sein Mentor Fridtjof Nansen jedoch aus, weil er die Rundung von Kap Hoorn als zu gefährlich einschätzte (der Panama-Kanal wurde erst 1914 eröffnet). Also blieb die Hardangerjakt in der Marinestation von San Francisco zurück. Die Gjøa wurde später von der norwegisch-amerikanischen Gemeinschaft gekauft und der Stadt San Francisco im Jahre 1909 übergeben.

## Museumsschiff in San Francisco
Am 5. Juli 1909 wurde Gjøa an Land gehoben und im Golden Gate Park ausgestellt. Dort war sie eine große Attraktion. Das Schiff litt allerdings erheblich unter Wettereinflüssen, Vandalismus und Souvenirjägern. Es gab Pläne für das Abwracken von Gjøa. Aber dank diverser Spenden im Jahr 1939 wurde dann doch mit einer Restaurierung begonnen, die erst nach dem Zweiten Weltkrieg beendet wurde. Historische Authentizität spielte dabei keine große Rolle. In den folgenden Jahrzehnten verfiel das Schiff erneut zusehends und war massiv von Trockenfäule befallen.

## Museumsschiff in Oslo

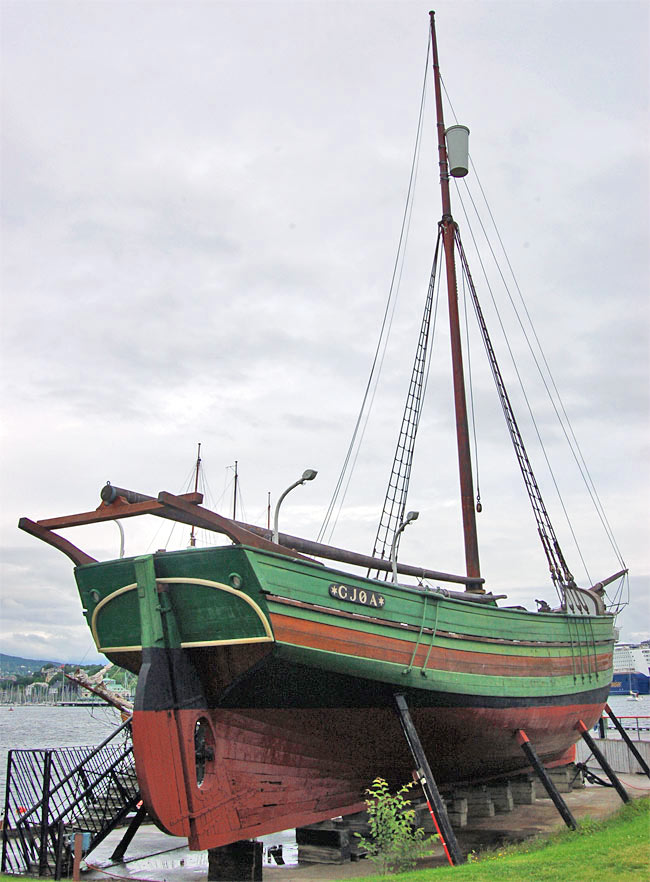
Gjøa im Norwegischen Maritime Museum in Oslo, 2008

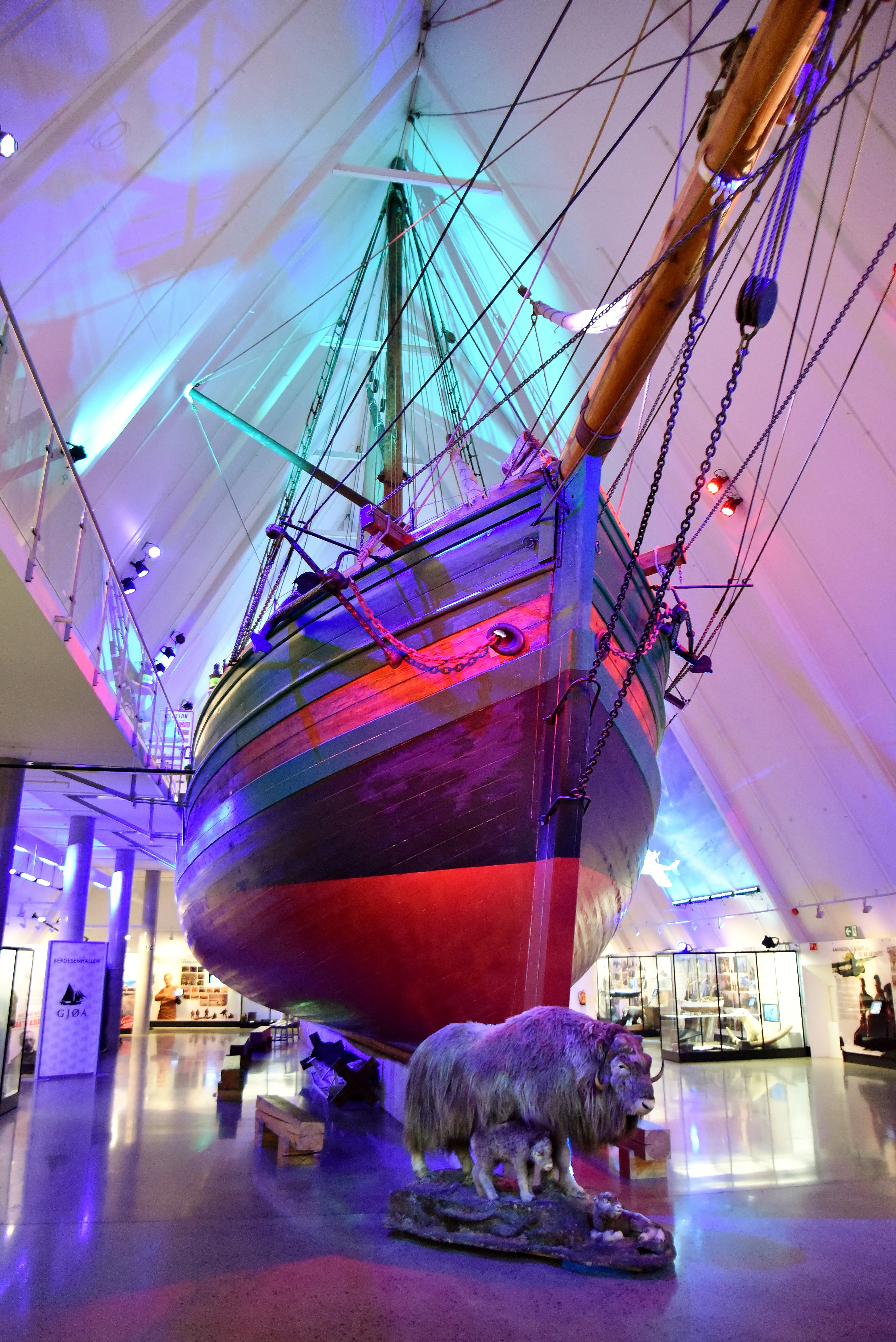
Gjøa im Frammuseum, Oslo, 2019

Um das Nationalmonument, das die Nordwestpassage als erste durchfahren hatte, langfristig zu erhalten, wurde 1971 ein norwegisches Gjøa-Komitee gegründet. Im Jahre 1972 kaufte Norwegen die Gjøa zurück und ließ sie an Deck des Frachters Star Billabong nach Oslo bringen. Dort wurde sie offiziell an das „Norwegische Maritime Museum“ (NMM) übergeben und auf der Museumsinsel Bygdøy vor das Museum gestellt. Die Djupevåg-Schiffswerft aus Hardanger restaurierte bis 1974 alles oberhalb der Wasserlinie. Der inzwischen pensionierte Werftchef Kristian Djupevåg war an der Sanierung 2017 als Berater beteiligt. Im Mai 2009 übernahm der direkte Nachbar, das Fram-Museum, die Gjøa vom Maritimen Museum, um ein noch vollständigeres Polarmuseum zu werden. Hier steht das 145 Jahre alte „maritime Monument nationaler Bedeutung“ nun im eigens errichteten Gebäude, neben Nordpolkarte und ausgestopften Eisbären.

### Restaurierung zurück zum Urzustand
Anfang Januar 2017 begann das zwölfköpfige Team des Hardanger Fartøyvernsenters um Morten Hesthammer damit, die Gjøa möglichst nah an ihren Urzustand während der Fahrt durch die Nordwestpassage zu bringen
Die Bootsbauer des Fartøyvernsenters waren die Idealbesetzung für die Arbeiten. Das Zentrum entstand im Jahr 1984 aus der Rettung der verrotteten Hardangerjakt Mathilde mit Baujahr 1884. Die Mathilde ähnelt der Gjøa so sehr, dass sie in der britischen Fernsehdokumentation „The search for the Nordwest Passage“ (deutsch Die Suche nach der Nordwest Passage) als Double diente.

### Restaurierung im Detail
An Bord führt ein Niedergang von der Kombüse hinab in den Laderaum, in dem viel Kiefernholz aus Höhenlagen zur Verstärkung verbaut wurde. Spanten, Balkweger und mächtige Knie wurden ergänzt und von innen beplankt. Im Laderaumboden gewährt Plexiglas freie Sicht auf Originalspanten von 1873 und solche, die während der früheren Sanierungen eingebaut wurden. Von außen erhielt Gjøa ihre „Eishaut“ zurück. Dafür wurden insgesamt vier zusätzliche Lagen Planken auf den Rumpf gebracht – gehalten von rund 10.000 Schrauben und unzähligen Nägeln. Dann wurde der charakteristische grüne Anstrich erneuert.
Der originale 13-PS-DAN-Glühkopfmotor der Gjøa war im „Norwegischen Maritimen Museum“ eingelagert. Die Maschine von 1902 kam zurück an Bord. Sie steht an ihrem ursprünglichen Platz im Rumpf der Expeditionsyacht. Hinter einer Plexiglas-Trennwand ist der Motor neben Fellen, Werkzeugen, Blechkannen und einer Seekiste zu bestaunen.
Durch das Vorschiff, in dem sich die Crewkojen befinden, führt eine steile Treppe hinauf an Deck. An der Original-Ankerwinde, die ebenfalls im Archiv des NMM lagerte, wurden die pilzbefallenen Holzteile ersetzt. Auf dem glatten, durchlaufenden Deck steht das einfache Plumpsklo. Bugspriet und Klüverbaum ragen weit über den Bug hinaus. Fock, Innen- und Außenklüver sind ordentlich gepackt und versperren so den Betrachtern kaum den Blick an Deck. Das übliche Vierkant-Gaffeltoppsegel, das Krähennest und die Mars-Rah fehlen, da der Mast aufgrund des Gebäudedachs nicht seine ursprüngliche Länge hat. Das gereffte Gaffelgroßsegel, die Breitfock-Rah, Tauwerk und hölzerne Blöcke vermitteln dennoch den Eindruck, dass Gjøa tatsächlich noch einmal ablegen könnte.